# Andrena patella
Andrena patella là một loài Hymenoptera trong họ Andrenidae. Loài này được Nurse mô tả khoa học năm 1903.